# Doppelstern

Das Baryzentrum eines Doppelsternsystems (als kleiner gelber Kreis dargestellt) bewegt sich in weitgehend gerader Linie, während die beiden Sterne um dieses Baryzentrum kreisen.

Betrachtet man das Baryzentrum als stillstehend, umkreisen es die beiden Sterne gemäß der Newtonschen Lösung des Zweikörpersystems auf elliptischen Bahnen mit gleicher Apsidenlinie, gleicher Exzentrizität und gleicher Umlaufzeit. Bei unterschiedlichen Massen bewegt sich der massereichere Stern auf einer entsprechend kleineren Ellipse.

Auch die Kreisbahn ist als Sonderfall der Ellipsenbahn möglich. Bei schräger Sicht auf die Bahnebene sehen diese Bahnen allerdings ebenfalls wie Ellipsen aus.

Als Doppelstern bezeichnet man zwei Sterne, die am Himmel so nahe beisammenstehen, dass sie von der Erde aus gesehen einen geringen Winkelabstand aufweisen oder ggf. auch mit den besten Optiken als ein einziger Stern erscheinen und mit hoher Wahrscheinlichkeit gravitativ gebunden sind. In diesem Fall bilden die Sterne eine physische Einheit, kreisen also um den gemeinsamen Schwerpunkt. Aus dieser Bewegung lässt sich die genaue Masse der beiden Sterne bestimmen, was als „Eichmethode“ für die Astrophysik von großer Bedeutung ist.
Doppelsterne, die sich im Fernrohr nicht mehr trennen lassen, können oft spektroskopisch oder an ihrer Bewegung erkannt werden.
Doppelsterne sind ein häufiges Phänomen. So ist beispielsweise auch das nächste System zur Sonne, Alpha Centauri, ein Mehrfachsystem, bestehend aus dem Doppelstern Alpha Centauri A und B sowie dem entfernten Begleiter Proxima Centauri.

## Begrifflichkeit
Bei einem „echten“ (physischen) Doppelstern (auch Doppelsternsystem, englisch binary star) sind die Einzelsterne gravitativ aneinander gebunden und umkreisen periodisch den gemeinsamen Schwerpunkt mit Umlaufzeiten zwischen Bruchteilen eines Tages und vielen Jahrtausenden. Bei den sogenannten teleskopischen (im Fernrohr als Sternpaar erscheinenden) Doppelsternen sind die Perioden überwiegend im Bereich von 50 bis 500 Jahren.
Bei der gegenseitigen Umkreisung hat jeder Stern seine eigene Ellipsenbahn, deren große Halbachse in Relation zum zweiten Stern umgekehrt proportional seiner Masse ist. Die Bahngeschwindigkeiten und der Abstand der beiden Sterne ändern sich im Rhythmus der Umlaufzeit, wie die zweite der Animationen verdeutlicht. Die dritte Animation zeigt die gleichmäßige Bewegung im seltenen Fall zweier Kreisbahnen.
Bei den scheinbaren, nur optischen Doppelsternen stehen hingegen die Einzelsterne in keinem physikalischen Zusammenhang und haben sehr unterschiedliche Entfernungen zur Erde. Optische Doppelsterne sind als Zufallserscheinung nur für Amateurbeobachter von Interesse; in Fachveröffentlichungen wird daher der Begriff „Doppelstern“ durchgehend in der Bedeutung „physischer Doppelstern“ verwendet. Hier wird für die nur gemeinsam im Gesichtsfeld stehenden Sterne allenfalls der Begriff „Vordergrund-“ bzw. „Hintergrundstern“ verwendet.
Analog besteht ein Mehrfachstern (auch Mehrfachsystem oder Mehrfach-Sternsystem) aus drei oder mehr Sternen. Bei Dreifachsystemen wird ein Doppelstern von einem entfernten Begleiter umrundet, bei Vierfachsternen umkreisen sich meist zwei enge Doppelsterne (z. B. Epsilon Lyrae). Bei noch größeren Systemen gibt es mehrere Möglichkeiten, wie das System aufgebaut sein kann. Die komponentenreichsten bekannten Systeme sind mit sieben Sternen Jabbah und AR Cassiopeiae im Sternbild Kassiopeia.

## Geschichte
Schon in der Antike waren erste Doppelsterne bekannt, wobei in der damaligen Vorstellung einer Fixsternsphäre kein Unterschied zwischen optisch und physisch zu erwarten war. Der Sternkatalog des Ptolemäus (um 150 n. Chr.) verzeichnet den (optischen) Doppelstern ν1 und ν2 Sagittarii: „Der Stern am Auge [des Schützen], der neblig und doppelt ist“. Das Sternpaar Mizar/Alkor im Großen Wagen war ebenfalls bekannt und Gegenstand von Mythen.
Die Erfindung des Fernrohrs machte dann die Entdeckung vieler Doppelsterne möglich. Die erste solche Beobachtung ist von Johann Baptist Cysat 1619 überliefert. Im Jahre 1651 publizierte Giovanni Riccioli die Erkenntnis, dass der oben erwähnte Mizar selbst aus zwei Komponenten (heute Mizar A und B genannt) besteht. Der Mannheimer Hofastronom Christian Mayer beschrieb seit 1777 Doppelsterne als physikalisch zusammengehörige Objekte. Seine sogenannten „Fixsterntrabanten“ bezweifelten andere Astronomen jedoch. Mayer veröffentlichte 1779 den ersten Doppelsternkatalog mit 72 Objekten samt ihren Abständen und Himmelskoordinaten.
Dass der seit 1667 bekannte „Bedeckungsveränderliche“ Algol auch ein Doppelstern sein könnte, vermutete 1782 John Goodricke. Er beobachtete sehr genau die Periode des Lichtwechsels (2,87 Tage) und vermutete das Verdecken durch einen großen Körper oder eine ungleichmäßige Oberfläche mit Flecken, ähnlich denen auf der Sonne. In einem Brief von John Michell an Henry Cavendish im Juli 1783 wurde das Phänomen mit zwei unterschiedlichen Sternen erklärt.
Bis zu Christian Mayer (1777) und Wilhelm Herschels Stellarstatistik (seit 1780) hielt man Doppelsterne nur für perspektivische Effekte. Wilhelm Herschel bestätigte um 1800 die Existenz physischer Doppelsterne, als er an vier von ihnen die in 20 Jahren erfolgte Bahnbewegung feststellte. Damit kann er als eigentlicher „Entdecker der Doppelsterne“ gelten – obwohl schon früher Johann Heinrich Lambert, John Mitchell oder Christian Mayer ähnliche Gedanken hatten. Herschel führte den in der englischsprachigen Astronomie gebräuchlichen Fachbegriff binary star ein (im Deutschen war zeitweilig auch die Bezeichnung „Doppeltstern“ gebräuchlich). Sein erster Doppelsternkatalog (1782) enthielt 269 Objekte, die er bis 1803 auf 850 erhöhte. Seither befassten sich immer mehr Astronomen mit ihnen und konnten damit die Gültigkeit von Newtons Gravitationsgesetz bis in große Entfernungen nachweisen.
Friedrich Wilhelm Struve nahm 1824 bis 1837 mikrometrische Messungen an 2714 Doppelsternen vor. 1827 veröffentlichte er den Catalogus novus stellarum duplicium, erweitert 1837 um Stellarum duplicium et multiplicium. Für das Sternpaar 61 Cygni berechnete Friedrich Wilhelm Bessel 1838 erstmals eine Sternparallaxe, wobei zwei günstig gelegene Hintergrundsterne eine besonders präzise Messreihe ermöglichten.
Bis 1880 waren nur Systeme ab 0,5″ Winkeldifferenz gut zu vermessen, doch mit den neuen Riesenteleskopen von Wien und Pulkowo konnte diese Grenze halbiert werden. Sherburne Burnham senkte sie 1890 am 91-cm-Refraktor der Lick-Sternwarte sogar auf 0,16″. Ein großer Fortschritt war 1889 der Nachweis enger Sternpaare durch ihre periodische Verschiebung von Spektrallinien infolge des Dopplereffekts. Sie werden heute als spektroskopische Doppelsterne bezeichnet. Solche Linienverschiebungen waren anfangs nur bei hellen Sternen wie Mizar, Spica, Algol und Beta Aurigae beobachtbar.
Um 1895 waren schon 11.000 Doppelsterne bekannt, davon 800 mit genau vermessenen Bahnen. Etwa 50 erwiesen sich als Vierfach- bis Sechsfachsterne, zum Teil mit sehr exzentrischen Bahnen. Thomas See modifizierte 1893 die Kant-Laplace-Hypothese, um die Entstehung der Doppel- und Mehrfachsternsysteme aus einem Urnebel und rotierenden Gleichgewichtsfiguren zu erklären. Damals sind auch mehrere Sterne als Mehrfachsysteme publiziert worden, die sich später nicht bestätigt haben – z. B. Gemma, α Delphini oder o Orionis. Um 1900 war die Spektroskopie noch nicht ausgereift, so dass Einspektren-Verschiebungen von anderen Anomalien nicht sicher unterschieden werden konnten.
Gegen Ende des 19. Jahrhunderts schätzte man den Anteil sich umkreisender Doppelsterne auf knapp 20 % aller Fixsterne. Nach heutiger Erkenntnis sind jedoch 60 bis 70 % aller Sterne der Milchstraße Teil von Doppel- oder Mehrfachsternsystemen, was mit den physikalischen Bedingungen bei der Sternentstehung zusammenhängt. Nur in engen Sternhaufen sind sie wegen gegenseitiger Bahnstörungen seltener.
2016 wurde mittels Einstein@home ein aus zwei Neutronensternen bestehender Doppelstern entdeckt.

## Typen von Doppelsternen
Man unterscheidet folgende Arten von Doppelsternen:

### Physische Doppelsterne oder Doppelsternsysteme
Bei diesen handelt es sich um zwei Sterne, die aufgrund ihrer räumlichen Nähe gravitativ gebunden sind und sich nach den Kepler’schen Gesetzen um einen gemeinsamen Schwerpunkt bewegen. Die meisten physischen Doppelsternsysteme haben sich bereits während der Sternentstehung gebildet. Andere haben sich erst später durch Einfang unter Einwirkung mindestens eines weiteren Sterns zu einem gebundenen Doppelsternsystem vereint. Eingefangene Doppelsterne haben in der Regel aufgrund ihrer voneinander unabhängigen Entstehung unterschiedliche Alter und Metallizitäten.

### Optische Doppelsterne (scheinbare Doppelsterne)
Als optische Doppelsterne bezeichnet man Sterne, die von der Erde aus in fast gleicher Richtung am Himmel stehen, aber so verschieden weit von der Erde entfernt sind, dass sie sich gravitativ nicht beeinflussen. Bekannt ist das sehr auffällige Sternpaar α/β Centauri in nur 4° Winkelabstand, das den Südhimmel rings um das „Kreuz des Südens“ so reizvoll macht. Die wahren Entfernungen betragen allerdings 4,3 bzw. 530 Lichtjahre.
Diese Art scheinbarer Doppelsterne – von denen es auch wesentlich enger stehende gibt – ist zwar für die Astrophysik kaum interessant, wohl hingegen für andere Bereiche der Sternkunde wie die Astrometrie (sehr unterschiedliche Eigenbewegung!), die Himmelsfotografie oder einfach für das freiäugige Beobachten des Sternhimmels.
Ein weiteres, aber noch nicht ganz geklärtes Beispiel ist der „Augenprüfer“ im Sternbild Großer Wagen (oder Großer Bär), bestehend aus zwei Sternen in 11′ Winkelabstand: dem helleren Mizar (ζ¹ Ursae majoris, Entfernung 78 Lichtjahre) und dem draufsitzenden „Reiterlein“ Alkor (ζ² UMa, 81 Lichtjahre) in der Mitte der „Wagendeichsel“. Die beiden Sterne haben mit etwa 3 Lichtjahren einen Abstand, der weit über die Größe des Sonnensystems hinausgeht (6 Lichtstunden bis zum Pluto) und eher schon mit der Distanz zu unseren Nachbarsternen Proxima und α Centauri vergleichbar ist.
Ob die beiden Sterne Mizar und Alkor wirklich umeinander kreisen, ist wegen des großen Abstands und der daraus resultierenden geringen Bahnkrümmung noch nicht völlig klar. Alkor (selbst ein Doppelstern) nähert sich zwar dem größeren Mizar-Sternsystem an (das seinerseits ein enges Vierfachsystem ist), doch könnte die relative Geschwindigkeit für dauerhafte Nähe zu groß sein (→ Hyperbelbahn). Im positiven Fall betrüge die gegenseitige Umlaufzeit etwa 1 Million Jahre. Der Doppelstern Mizar/Alkor ist bei normalem Sehvermögen gut mit bloßen Augen zu trennen – das „Reiterlein“ (2 Helligkeitsstufen schwächer) sitzt Mizar 0,19° nördlich auf. Das Sternpaar wurde im Mittelalter als Sehprüfobjekt für die Fernsicht von arabischen Kriegern verwendet.

### Geometrische Doppelsterne (räumliche Doppelsterne)
Geometrische Doppelsterne sind Sterne, die einander räumlich nahe sind, aufgrund ihrer hohen Relativgeschwindigkeiten jedoch nicht aneinander gebunden sind und eine gemeinsame hyperbolische Bahn um ihren gemeinsamen Schwerpunkt beschreiben. Es handelt sich hierbei um das einmalige Ereignis einer Sternbegegnung; die beiden Sterne bilden nur für eine begrenzte Zeit einen (geometrischen) Doppelstern und treffen sich danach nie wieder.
Früher hielt man Proxima Centauri für einen möglichen geometrischen Begleiter von Alpha Centauri. Seit 2016 ist aber geklärt, dass Proxima Centauri gravitativ an die beiden anderen Sterne von Alpha Centauri gebunden ist und es sich somit nicht um einen geometrischen Doppelstern handelt. Siehe dazu auch: Zugehörigkeit von Proxima Centauri zu Alpha Centauri.

## Einteilung nach Beobachtungsmethode
Man kann Doppelsterne nach der Beobachtungsmöglichkeit einteilen:
- Visuelle Doppelsterne (meist nur im Teleskop trennbar),
- Fotometrische Doppelsterne (variable Helligkeit durch gegenseitige Bedeckung),
- Spektroskopische Doppelsterne (Dopplerverschiebung im Spektrum),
- Astrometrische Doppelsterne (Veränderung der Position),
- Röntgendoppelsterne (unsichtbare Komponente ist ein Neutronenstern).

### Visuelle Doppelsterne
… sind optisch (z. T. sogar mit bloßem Auge) beobachtbar. Doppelsternsysteme, die man freiäugig trennen kann, nennt man auch Augenprüfer. Sie können als Test für die individuelle Sehschärfe dienen.
In großen Teleskopen lassen sich visuelle Doppelsterne bis etwa 0,1" scheinbarer Distanz trennen, in Amateurteleskopen bis etwa 1". Überwiegend handelt es sich um relativ nahe Sterne (r < 200 Lichtjahre) oder um Sterne schwächer als Magnitude 6, die zwar um den gemeinsamen Schwerpunkt kreisen, aber einen relativ großen Abstand voneinander haben.
Das bekannteste Beispiel ist das freisichtige Sternpaar Mizar (ζ UMa) und Alkor im Großen Wagen mit einer Winkeldifferenz von 700" oder 0,19°. Mizar selbst ist ein Vierfachsystem – ein schon im kleinen Fernrohr erkennbarer Doppelstern mit 14", dessen Komponenten Mizar A und B aber nur spektroskopisch zu trennen sind.

### Teleskopische Doppelsterne
… sind erst im Fernrohr getrennt zu sehen (Winkelabstände von 0,1″ bis etwa 100″). Die Umlaufzeiten sind meist einige Jahrzehnte bis Jahrhunderte. Aus der Bewegung lassen sich die Bahnelemente bestimmen. Die Sternpaare eignen sich auch, um das Auflösungsvermögen eines Fernrohrs zu bestimmen. Dazu wählt man eine Reihe von Doppelsternen mit ähnlich hellen Komponenten, aber abnehmendem Winkelabstand. Die Beobachtungsreihe am Teleskop ergibt, ab welcher Distanz die Sterne nicht mehr trennbar sind. Ein Beispiel für ein Doppelsternsystem, dessen Komponenten schon mit einem sehr einfachen Teleskop trennbar sind, ist α Centauri.

### Spektroskopische Doppelsterne
… umkreisen einander so eng, dass sie im Teleskop nicht mehr trennbar sind. Sie verraten sich durch Anomalien in ihrem Linienspektrum bzw. einen periodischen Dopplereffekt: Wenn sich ein Stern auf uns zu bewegt, entfernt sich der andere. Im gemeinsamen Spektrum spalten sich dann die Spektrallinien nach Blau und Rot auf und man kann sogar ihre Radialgeschwindigkeit messen.

Bei ähnlicher Helligkeit überlagern sich die beiden Farbbänder zu einem gemischten Spektraltyp. Ist jedoch der Helligkeitsunterschied beider größer als eine Magnitude, so überstrahlt das Spektrum des Hauptsterns das des Begleiters, und die Linienverschiebung ist nur nach einer Seite feststellbar.

Die Umlaufzeiten dieser engen Paare sind einige Stunden bis Wochen.
Periodische Linienverschiebungen wurden erstmals 1889 bei den Sternen Mizar, Spica, Algol und Beta Aurigae nachgewiesen.

### Fotometrische (bedeckungsveränderliche) Doppelsterne

Animation eines bedeckungsveränderlichen Doppelsterns mit resultierender Lichtkurve.

… sind Bedeckungsveränderliche und verraten ihren Doppelsterncharakter durch periodischen Wechsel der Helligkeit. Die Bahnebene der Komponenten fällt annähernd in die Sichtlinie zum Beobachter, sodass sich beide Sonnen periodisch verdecken. Dieser Helligkeitswechsel lässt sich mittels Fotometrie messen. Aus den Besonderheiten der Lichtkurve können neben der Leuchtkraft meist auch die Durchmesser beider Sterne bestimmt werden.

### Astrometrische Doppelsterne
… verraten ihre Natur durch periodische Positionsänderungen relativ zu anderen Sternen im Hintergrund. Diese Änderungen überlagern sich mit der Eigenbewegung des beobachteten Sterns zu einer Art Schlangenlinie und werden durch den Umlauf um einen gemeinsamen Schwerpunkt mit einem nicht sichtbaren Begleiter verursacht. Mit dieser Methode werden auch extrasolare Planeten gesucht.

### Röntgen-Doppelsterne
… sind halbgetrennte Systeme mit einem Neutronenstern. Die zu ihm überfließende Materie wird so stark beschleunigt, dass sie Röntgenlicht aussendet, wenn sie auf die Akkretionsscheibe des Neutronensterns trifft.

## Eigenschaften physischer Doppelsterne
Über die Hälfte aller Sterne unserer Milchstraße (möglicherweise sogar 70 %) sind Teil eines Doppelsternsystems. Bis zur Entfernung von 20 Lichtjahren sind es rund 60 %.
Der hellere der beiden Sterne wird Hauptkomponente oder Hauptstern genannt und mit dem Buchstaben A bezeichnet, der lichtschwächere heißt Begleiter und wird mit B bezeichnet.
Von den Spektralklassen sind alle vertreten, mit einem leichten Überhang von A bis G, bei spektroskopischen Paaren von B bis F. Hinsichtlich Leuchtkraft, räumlicher Verteilung und Bewegung gibt es keine Unterschiede zu Einzelsternen. Wie diese sind die meisten Hauptreihensterne, doch auch Systeme mit 1 oder 2 Riesen sind vertreten.
Je nach Abstand der Sterne voneinander liegen die Umlaufzeiten
- bei engen, spektroskopischen Paaren meist zwischen einigen Stunden und Wochen,
- bei teleskopischen überwiegend bei Jahren bis Jahrhunderten,
- mit Extremfällen von Jahrtausenden (z. B. beim Augenprüfer im Großen Wagen), wo aber die Bahnen und Zugehörigkeiten nicht immer geklärt sind.

Die Bedeutung der Doppelsterne für die Astronomie liegt darin, dass in ihrem Fall die Chance besteht, mit Hilfe der Kepler’schen Gesetze die Masse, den Durchmesser und die Dichte von Sternen zuverlässig zu ermitteln. Besonders genau gelingt dies bei genau messbarer Radialgeschwindigkeit und bei fotometrischen Doppelsternen.

### Zusammenspiel der Komponenten
Man unterscheidet abhängig von der gegenseitigen Beeinflussung die Art der Doppelsterne.
- Detached binaries (getrennte Doppelsterne) umkreisen einander in einer größeren Entfernung und interagieren somit wenig.
- Semidetached binaries (halbgetrennte Doppelsterne) umkreisen einander in einer deutlich kleineren Entfernung und interagieren somit bereits miteinander. Dies führt dazu, dass zumindest bei einem der Sterne die Roche-Grenze überschritten wird. Dies führt oftmals zu einem Massetransfer auf den anderen Stern.
- Contact binaries (Doppelsterne im Kontakt) umkreisen einander in einer minimalen Entfernung und interagieren somit sehr stark. Im Extremfall können sie in einer gemeinsamen Hülle aufgehen oder verschmelzen.

Detached binary: Doppelsterne umkreisen einander, beeinflussen sich aber nicht so stark, dass sie die Roche-Grenze überschreiten.
Semidetached binary: Doppelsterne beeinflussen sich so stark, dass die Roche-Grenze überschritten wird.
Contact binary: Doppelsterne im physischen Kontakt. Unter Umständen bilden sie sogar eine gemeinsame Hülle.

Der Abstand in einem Doppelsternsystem kann so gering sein, dass die beiden Sonnen sich fast berühren und Materie von einer Komponente zur anderen strömen kann. Sterne, die dieses Phänomen zeigen, werden als Wechselwirkende Doppelsterne bezeichnet. Besonders in engen Doppelsternsystemen können die Komponenten derart stark interagieren, dass sie Zustände erreichen, welche bei einem einzelnen Stern nicht möglich wären. Diese spezielle Situation führt dazu, dass viele Phänomene bei Veränderlichen Sternen auf die Doppelsternnatur eines Systems zurückgehen.

Künstlerische Darstellung eines Doppelsternsystems. Ein Schwarzes Loch, der Überrest eines ehemals massereichen Sterns. Es akkretiert Gas der Atmosphäre des Partners.

## Entstehung physischer Doppelsterne
Mit dem Drehimpuls einer gravitativ kollabierenden interstellaren Wolke steigt auch die Wahrscheinlichkeit für die Bildung eines Doppelsternsystems anstelle eines Einzelsterns. Man vermutet heute, dass Sterne in größeren Wolken („Brutgebiete“) gruppenweise entstehen. Es besteht dabei eine große Wahrscheinlichkeit, dass solche nahe beieinander befindlichen Sterne sich zu einem System verbinden.
Darüber hinaus besteht die Möglichkeit, dass im Rahmen von Drei-Körper-Begegnungen, bei denen ein Stern einen Zuwachs an kinetischer Energie erfährt, die beiden anderen gravitativ gebunden zurückbleiben.

### Entwicklung der Komponenten
Im Allgemeinen sind beide Sterne eines Doppelsternsystems gleich alt. Dadurch, dass sich die Komponenten aber unter Umständen gegenseitig beeinflussen können, werden aber teilweise Entwicklungsstadien beobachtet, die bei Einzelsternen nicht auftreten. Am meisten Einfluss hat dabei ein möglicherweise auftretender Massetransfer zwischen den Komponenten. Oftmals beginnt die Entwicklung abzuweichen, wenn die massereichere Komponente zum Ende der Hauptreihenphase kommt und sich zum Riesenstern weiterentwickelt. Durch die Ausdehnung der Sternhülle steigt die Wahrscheinlichkeit, dass Materie auf den kleineren Begleiter abfließt, wodurch die Entwicklung beider Komponenten massiv verändert werden kann. Ein Beispiel ist der bedeckungsveränderliche Stern Algol, bei welchem die massereichere Komponente noch in der Hauptreihe verweilt, während die leichtere Komponente bereits in der Unterriesenphase ist. Diese Beobachtung wird dadurch erklärt, dass die nun leichtere Komponente ursprünglich die massereiche war und soviel Masse an den Begleiter verloren hat, dass sie nun die leichtere ist. Ein weiteres Extrembeispiel für gegenseitige Beeinflussung sind die EL-Canum-Venaticorum-Sterne. In diesen Systemen hat der Weiße Zwerg eine so geringe Masse, dass der Ursprungsstern eigentlich beim gegenwärtigen Alter des Universums noch in der Hauptreihenphase sein müsste. Nur durch extremen Masseverlust an die andere Komponente sind diese Weißen Zwerge erklärbar.
Die gegenseitige Beeinflussung kann dabei auch kehren. Wenn beispielsweise die massivere Komponente ihre Riesenphase hinter sich hat und sich zum Weißen Zwerg weiterentwickelt hat, so kann sie möglicherweise wieder Materie vom verbleibenden Stern akkretieren. Solche Sterne können teilweise als Kataklysmische Veränderliche beobachtet werden. Kataklysmische Systeme gelten als Quelle von Zwergnovae, Novae sowie auch der Supernova vom Typ Ia.
Ein weiteres Phänomen der gegenseitigen Beeinflussung sind die Röntgendoppelsterne, wobei die kompakte Komponente hier nicht zwingend ein Weißer Zwerg ist, sondern auch ein Neutronenstern oder ein Schwarzes Loch sein kann.

### Schnellläufer
Man nimmt an, dass die meisten beobachteten Hyperschnellläufer und Runaway-Sterne aus einem Doppel- oder Mehrfachsternsystem stammen. Bei einer Störung des Systems durch vorbeiziehende Sterne können die Sterne im System voneinander getrennt werden. Dadurch werden sie enorm beschleunigt und können im Extremfall sogar die notwendige Fluchtgeschwindigkeit erreichen, um eine Galaxie zu verlassen.

## Mehrfachsterne

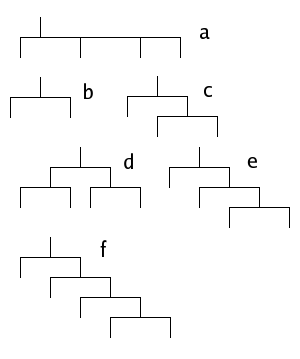
Schema für mögliche Kombinationen in Mehrsternsystemen.

Ein physisches System aus mehr als zwei Sternen wird Mehrfachstern oder Mehrfachsternsystem genannt. Meist entdeckt man Mehrfachsterne zunächst als Doppelstern. Die bis dahin nicht beobachteten oder nicht als solche erkannten Begleiter machen sich dann als Störungen der anderen Komponenten des Systems bemerkbar. Mehrfachsterne bestehen aus Untersystemen, die stets paarweise angeordnet sind. Die Untersysteme bestehen ihrerseits wieder aus Einzel- oder Doppelsternen. Nebenstehende Grafik zeigt mögliche Kombinationen von Doppelsternsystem (b) bis zu einem Fünffachsystem (f).

So sind beispielsweise Dreifachsternsysteme immer aus einem Doppelsternsystem und einem weiteren Begleiter aufgebaut. Begleiter und Doppelsystem umkreisen dabei einen gemeinsamen Schwerpunkt, der sich aus dem Schwerpunkt des Doppelsystems und des einzelnen Begleiters ergibt.

Eine ältere Statistik über Häufigkeit von Mehrfachsternsystemen schätzt, dass etwa 50 % aller Sterne zu einem Doppelsternsystem gehören, 20 % aller Sterne Teil eines Dreifachsystems sind und 10 % zu Mehrfachsystemen mit mehr als drei Sternen gehören. Demnach wären nur 20 % aller Sterne einzelstehend.
Beispiele für Mehrfachsterne sind:
3 Komponenten
- EZ Aquarii, ein spektroskopisches Binärsystem mit einer Periode von 3,8 Tagen, teilt sich eine gemeinsame Umlaufbahn mit EZ Aquarii B mit einer Dauer von 823 Tagen.
- η Orionis, ein spektroskopischer Doppelstern mit einem fernen Begleiter, Umlaufzeit des Doppelsterns 8 Tage, des Begleiters um den Doppelstern 3470 Tage.
- Regulus, α Leonis: Junger leuchtstarker Hauptstern, stark abgeplattet (Rotation 16 Stunden), den ein schwacher Doppelstern in 130.000 Jahren umkreist.

4 Komponenten
- ξ Ursae Majoris erscheint als Doppelstern mit einer Umlaufzeit von 59,6 Jahren, jede Komponente enthält aber nochmals ein Doppelsternsystem (mit Umlaufzeiten von 4 und 699 Tagen).
- AB Doradus erscheint als Doppelstern mit einer Umlaufzeit von 1600 Jahren, jede Komponente enthält aber nochmals ein Doppelsternsystem (mit Umlaufzeiten von 1 und 2,5 Jahren).
- Mizar: Es ist unklar, ob dieses Vierfachsternsystem gravitativ an das Doppelsternsystem Alkor gebunden ist. Wäre dies der Fall, würde es sich um ein Sechsfachsternsystem handeln.
- HD 98800 ist ein Vierfachsystem, das aus zwei Doppelsystemen besteht. Es enthält Staubscheiben und möglicherweise auch Planeten.

5 Komponenten
- ε Hydrae
- 1SWASP J093010.78+533859.5, bestehend aus zwei etwa 140 AE voneinander entfernten engen Paaren, die beide bedeckungsveränderlich sind; eines dieser Paare wird von einem weiteren Stern umrundet.[14][15]

6 Komponenten
- α Geminorum (Castor), drei spektroskopische Doppelsterne mit einem Bedeckungsveränderlichen.
- β Scorpii (Akrab).
- θ1 Orionis B, als Teil des Trapez im Orionnebel wiederum Teil eines optischen Mehrfachsterns, wobei jede Komponente selbst ein physisches Mehrfachsystem ist.
- TIC 168789840.[16]

## Planeten in Doppelsternsystemen

Nicht maßstabsgetreue Veranschaulichung von S-Typ und P-Typ bei Planetenbahnen in einem Doppelsternsystem

Auch in Doppelsternsystemen kann es Exoplaneten geben. Es gibt dabei drei Typen von Planetenbahnen:
- Planeten vom „S-Typ“ umkreisen nur einen der beiden Sterne und werden vom anderen Stern praktisch nicht beeinflusst, da dieser zu weit entfernt und/oder zu massearm ist.
- Ein Planet vom „P-Typ“ (zirkumbinärer Planet) umkreist hingegen beide Sterne weit außen, so als ob sie ein einziger Stern wären.
- „T-Typ“ Planeten würden wie die Trojaner im Sonnensystem den massereicheren Stern im Lagrange-Punkt L4 oder L5 des Sternensystems umkreisen. Mit Stand Anfang 2020 wurde noch kein Planet vom „T-Typ“ entdeckt.[17]

Je nach Konstellation der Sterne gibt es Zonen für S- und P-Typen von Planeten. Es wurden in den letzten Jahren bereits einige Exoplaneten in Doppelsternsystemen entdeckt, und unser nächster Doppelstern, Alpha Centauri, gilt sogar als potentieller Kandidat für Planeten, die theoretisch Leben beherbergen könnten. Das Weltraumteleskop Kepler hat im Jahr 2012 gleich zwei Exoplaneten auf stabilen Umlaufbahnen um das Doppelsternsystem Kepler-47 entdeckt.
Einer 2014 von der NOAO veröffentlichten Studie zufolge besitzen Doppelsternsysteme vergleichbar häufig Exoplaneten wie Einzelsterne.